# ZF41

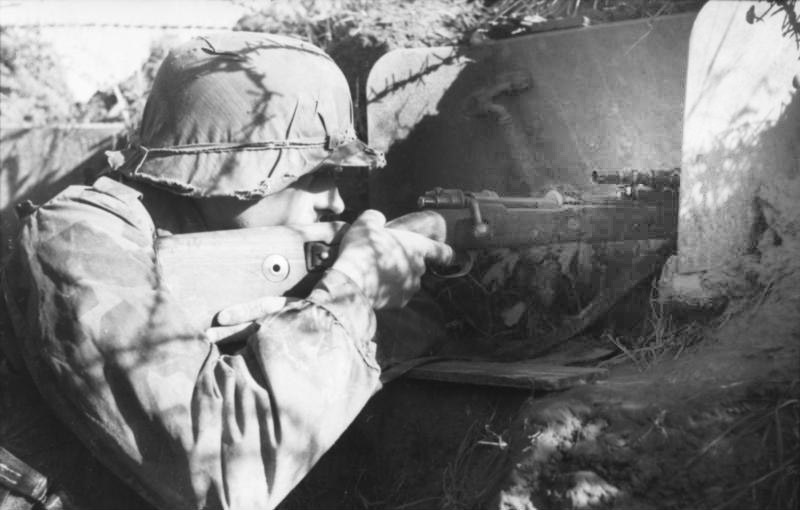
Kar98kに装着したZF41で狙いを定める空軍地上部隊の狙撃兵

ZF41（Zielfernrohr 41, ツィールフェルンローア・アインウントフィルツィッヒ：41型照準眼鏡）は、ナチス・ドイツで開発された小銃用光学照準器である。

## 概要
ZF41は、Kar98kと共に用いられた軍制式の小型照準眼鏡で、その全長は本体両端に付ける保護筒なしで13cm、保護筒付きで15.5cm、望遠倍率は1.5倍である。小銃の照門（リアサイト）位置に装着するため、接眼レンズから射手の目までの距離（接眼距離）が、一般的にイメージされる狙撃銃や民間狩猟用の照準眼鏡付ライフルと比べてかなり長く、照準がしづらい。これらのことからも示されるとおり、ZF41は訓練された狙撃兵による遠距離精密射撃を行うための照準眼鏡ではなく、通常の歩兵分隊の射撃能力に優れた兵士の効率的射撃能力の向上を図るものであったとされている。
しかしながら、結果的にZF41は狙撃兵の用いる狙撃銃としても取り扱われ、第二次世界大戦中にドイツ国防軍で最も多用された小銃用照準眼鏡となっている。

## 開発経緯と設計思想
第一次世界大戦後、ヴェルサイユ条約によりヴァイマル共和国陸軍では狙撃銃の装備とその訓練が禁止されていたが、軍部自身もこれまでの狙撃銃を時代遅れの産物として認識し、その時点で在庫していたものを払い下げする有様だった。
そのような状況を背景として、ZF41は軍による初めての制式小銃用光学照準眼鏡として開発されている。その開発契機は、1939年のポーランド戦後の前線指揮官からの要望として光学照準眼鏡付き小銃の供給増があったこととする主張があるが、陸軍兵器局の長官を務めたエミール・レープ砲兵大将は戦後の記述で、開戦前の1938年に既に開発命令があったことを述べている。その中で彼は、兵器局が4倍率の照準眼鏡を提案したにもかかわらず、ナチス党の人脈により1.5倍率のもの（後のZF41）の採用が決定されたとして不満を表明している。
このように意見の相違もあったようで、具体的な経緯詳細は不明なところがあるが、開戦直前のドイツ国防軍においては電撃戦（機動戦）という新しい戦術に向けて装備を大きく整えており、その中で小銃用照準眼鏡もかつての塹壕から狙い撃つような防御的用途ではなく、攻撃部隊の一役を担うことで新たな役割を見い出されたものと考えられる。つまり、ZF41は精密照準用ではなく、より迅速に的確な照準を行うための補助具として開発され、通常歩兵の射撃優秀者に支給することによって前進する歩兵部隊の攻撃力をさらに向上することを意図したものであった。

## 生産と運用
ZF41は1941年7月に制式採用され、すべてのバリエーションを合わせて延べ15社の光学機器メーカーを動員して大量生産を行っている。その中には占領下のオーストリアやチェコスロバキアのものも含まれている。総生産数のデータは明らかになっていないが、1943年5月時点で37万個の発注がなされているとの記述がある。
このように歩兵分隊の上級射手に配備が進められたZF41だが、1941年の独ソ戦開始後、防御側のソ連赤軍狙撃兵に直面すると、その脅威に対抗するには明らかな能力不足であることが判明する。しかしながら、本格的な狙撃銃の備えがなかったドイツ軍は既に大量生産を進めていたZF41を狙撃銃として使用せざるを得なく、民間用の照準眼鏡の活用とともに、狙撃兵用の狙撃銃として訓練や配備が行われている。
その一方で4倍率の新たな軍制式の照準眼鏡の開発も指示されており、1942年頃に新たなものが完成するのを受けるように、1943年12月末をもってZF41の生産を終了する旨の通達があった。さらに、1944年7月にはZF41付きのKar98kは、照準眼鏡付き小銃ではなく、単なる騎兵銃（Karabiner）として取り扱うべきとの報告が発出されるに至る。しかしながら、ZF41マウント用の装着レールを装備したKar98kは1944年末から1945初頭まで生産が確認できることから、実際に本通達どおりに履行されたかどうかは、不明とされている。

## ZF41のバリエーション

### ZF41/1
ZF41/1は、ZF41当初の複雑な内部レンズ機構を単純化（レンズ数の減等）したもので、生産数データは明らかでないが、今日一般的に見られることからZF41と並びかなりの数が量産されている。
1943年初頭の軍文書によると、当初は「ZF42」と名付けられたが、最終的に「ZF41/1」となったという。

### ZF40
Gew41半自動小銃用とされる同型の小型照準眼鏡である。
Gew41(W)が制式採用された後の1943年2月23日発行のGew41マニュアルD191/1にその名称が記載されている。現存するものはほとんどすべて、本体に刻印された制式名称「ZF40」の数字部分が「41」または「41/1」に改修されており、本来のZF41との相違点が刻印のみなのか、他にも違いがあるのかは不明である。
ZF41と異なるマウントによってGew41に装着されるが、改修後の眼鏡本体や装着レールを装備したGew41は多数が現存する一方、マウントそのものは現物が確認できていないことから、結局のところ試験的な実戦配備もほとんどなされていないものと思われる。

### ZF43(B)
ZF43(B)は、Gew41用としてエミール・ブッシュ社により開発された4倍率の照準眼鏡である。ZF41（ZF40）同様にリアサイト基部に装着することから接眼距離が長く、ZF41を高倍率に発展させたように思われるが、眼鏡本体も少数が現存するのみで、詳細は不明である。

## 他の銃器での利用
Kar98kとGew41以外にも、同型の照準眼鏡マウント装着用レールが確認されている銃器が複数ある。KKWを除き、試験運用以上の利用はほとんどされていないものと思われる。
KKW
KKW（Kleinkaliber-Wehrsportgewehr）はKar98kの外観に似せて作られた.22口径（5.6mm）の訓練用小銃である。ZF41を装着したものを「ZF41付きKK-Gew」（KK-Gew mit ZF41）と称し、狙撃兵の訓練課程で使用した。
G33/40
山岳部隊用とされたチェコ製の小銃G33/40（Gewehr 33/40）にZF41を装着したものの写真が当時の軍マニュアルに掲載されているが、現存するものはほとんど確認できていない。
MKb42, MP43, MP43/1
試作されたMKb42（Maschinenkarabiner 42）について、ワルサー社設計、ヘーネル社設計いずれのものにも、リアサイト基部に装着レールをプレス加工したものが確認できる。
レールはリアサイト基部両側にあり、マウントはリアサイト基部に跨るように装着する点でGew41のものと似るが、両者に互換性はない。専用のマウントは、ZF41用と異なりプレス加工製であるが、ほとんど現存していない。MKb42から発展したMP43/1（Maschinenpistole 43/1）と、一部のMP43（Maschinenpistole 43）にもMKb42同様のレールが装備されているが、後のMP44、StG44には見られない。